# Hinrich Matthiesen
Hinrich Matthiesen (* 29. Januar 1928 in Westerland/Sylt; † 19. Juli 2009 in Morsum) war ein deutscher Lehrer und Krimi-Autor.

## Leben
Hinrich Matthiesen entstammte einer alten Sylter Kapitänsfamilie. Aufgewachsen ist er in Lübeck, wo er von 1934 bis 1945 zur Schule ging. Als Siebzehnjähriger wurde er im Februar 1945 als Soldat eingezogen und an die Ostfront geschickt, wo er im gleichen Jahr in sowjetische Gefangenschaft geriet. Wieder in Deutschland begann er 1948 ein Studium an der Universität Kiel. Gemäß der Familientradition, den Beruf eines Kapitäns zu ergreifen, war ihm wegen der Kriegsfolgen, Deutschland hatte den größten Teil seiner Hochseeschiffe verloren, nicht möglich. Ab 1951 unternahm er Reisen nach Frankreich, Spanien, nach Mittel- und Südamerika. Er setzte sein Studium an der Universidad de Valparaíso in Chile fort und arbeitete in der Folge an deutschen Auslandsschulen in Chile und Mexiko. Dort begann er mit seiner schriftstellerischen Tätigkeit. Nach einem Aufenthalt in Deutschland, wo er ebenfalls als Lehrer tätig war, ging er für ein weiteres Jahr nach Mexiko.
Matthiesen lebte seit Mitte der 1980er Jahre als freier Schriftsteller in Morsum auf Sylt, wo er im Juli 2009 auch verstarb. Seine Romane werden auch aufgrund der genauen Recherchen und des stimmigen Lokalkolorits von seinen Lesern geschätzt.

## Romane/Kriminalromane
- - 1969 Minou, Schneekluth Verlag, München, HC OA
  - 1970 Blinde Schuld, Schneekluth Verlag, OA HC
  - 1972 Tage, die aus dem Kalender fallen, Schneekluth Verlag OA HC
  - 1974 Der Skorpion, Schneekluth Verlag, OA HC
  - 1974 Fluchtpunkt Yukatan, (Heyne 6433) OA
  - 1976 Acapulco Royal, Schneekluth Verlag, OA HC
  - 1977 Tombola, Schneekluth Verlag, München, HC OA
  - 1979 Der Mestize, C. Bertelsmann Verlag, OA HC
  - 1979 Die Variante, C. Bertelsmann Verlag, OA HC
  - 1980 Die Ibiza-Spur (Heyne 5947) OA
  - 1981 Brandspuren, C. Bertelsmann Verlag, OA HC
  - 1983 Die Barcelona Affäre (Heyne 6230) OA
  - 1983 Mit dem Herzen einer Löwin, Hestia Verlag, Bayreuth, OA HC
  - 1984 In den Fängen der Nacht, Hestia Verlag, Bayreuth, OA HC
  - 1985 Der Canasta Trick (Heyne 6569) OA
  - 1985 Der Malaga-Mann (Heyne 6506) OA
  - 1986 Das Cordoba Testament (Heyne 6745) OA
  - 1986 Das Gift, Hestia Verlag, Bayreuth OA HC
  - 1987 Vabanque (Heyne 6960) OA
  - 1988 VX, Hestia Verlag, Bayreuth OA HC
  - 1989 Nacht der Erinnerung (Heyne 7846) OA
  - 1989 Der Enkel (Heyne 01/7700) OA
  - 1990 Fleck auf weißer Weste (Heyne 7978) OA
  - 1991 Atlantik Transfer, Rasch und Röhring Verlag, Hamburg OA HC, ISBN 3-89136-319-2
  - 1991 Ein Sieg zuviel (Heyne 8194) OA
  - 1991 Tatort Spanien (Kompilation: Drei Romane in einem Band) (Heyne 8268) OA
  - 1992 Das Theunissen-Testament, Rasch und Röhring Verlag, OA HC
  - 1992 Die Spur der Katze (Heyne 8357) OA
  - 1994 Jagdzeit in Deutschland, Rasch und Röring, OA HC
  - 1995 Die Falle (Heyne 9544) OA
  - 1997 Auch Du wirst weinen, Tupamara (Quermarken Verlag)
  - 1998 Der Kapitän (Heyne 10798) OA
  - 2000 Mein Sylt, Ullstein-Bücher, Allgemeine Reihe, ISBN 3-548-24964-7